# Gianluca Barbera
Gianluca Barbera (Reggio Emilia, 15 febbraio 1965) è uno scrittore e critico letterario italiano.

## Biografia
Gianluca Barbera è nato a Reggio Emilia il 15 febbraio 1965. Ha trascorso l’infanzia e l’adolescenza a Correggio per poi trasferirsi per alcuni anni a Milano e stabilirsi definitivamente a Siena, tra le colline del Chianti, con l'intervallo di una breve parentesi veneziana. Ha compiuto studi giuridici e filosofici. Ha cominciato a lavorare in ambito editoriale nel 1995, prima alla Logos Edizioni, poi alla Alpha Test. Nel 2000 è stato tra gli ideatori di Sironi Editore insieme con Giulio Mozzi. In seguito ha diretto fino al 2015 la casa editrice BE. Nell’ottobre 2015 ha costituito Melville edizioni.
Dal 2016 al 2018 è stato direttore editoriale di Edizioni Theoria. Tiene corsi di scrittura creativa e collabora con le pagine culturali di svariate riviste e testate giornalistiche. I suoi libri hanno vinto numerosi premi e sono tradotti in diverse lingue.

## Attività letteraria
Nel 2011 ha pubblicato Il dittatore utopista, biografia anno per anno di Muammar Gheddafi. Del 2014 è Storia di Anna Frank (Rusconi Libri). 
Sempre nel 2014 ha pubblicato il romanzo filosofico Finis mundi (Gallucci editore) e nel 2015 il volume di riflessioni filosofiche Breviario universale (Barney edizioni). Nel 2016 ha dato alle stampe il romanzo picaresco La truffa come una delle belle arti, col quale è stato finalista al Premio Neri Pozza (2015), finalista al Premio Letterario Chianti (2017) e finalista al Premio Internazionale di Letteratura Città di Como (2017). 
Nel gennaio 2018 ha pubblicato il volume di interviste filosofiche Idee viventi. Il pensiero filosofico in Italia oggi. A maggio dello stesso anno ha dato alle stampe Magellano, romanzo che ha riscosso un successo di pubblico e di critica e che racconta la storia della prima circumnavigazione del globo. Con questo romanzo Barbera si è aggiudicato il Premio Nazionale di Narrativa e Poesia Città di Fabriano (2018), il Premio come miglior romanzo storico al Premio Internazionale di Letteratura Città di Como (2018), il Premio Scrittori con Gusto, il Premio Marincovich, il Premio La cultura del mare ed è risultato finalista al Premio Costa Smeralda e al Premio Acqui Storia. È stato inoltre candidato al Premio Strega. "Magellano" è stato tradotto in Portogallo e in Brasile ed è stato oggetto di una trasposizione teatrale con la voce narrante di Cochi Ponzoni e le musiche di Luca Garlaschelli. Nel 2019 ha pubblicato il romanzo "Marco Polo", liberamente ispirato alla vita e alle avventure del celebre esploratore veneziano, miglior romanzo di avventura al Premio Città di Como. 
Del 2020 è il romanzo "Il viaggio dei viaggi" (Solferino) e del 2021 il romanzo "Mediterraneo" (Solferino), che è stato insignito del Premio Emilio Salgari 2022. Nel 2022 sono usciti "L'ultima notte di Raul Gardini" (Chiarelettere) che, opzionato dal cinema, ha ottenuto grande attenzione da parte del pubblico e della critica, "Magellano e il tesoro delle Molucche" (Rizzoli, e poi nei tascabili Best BUR), romanzo avventuroso per ragazzi, sulle orme dei grandi classici di avventura, da Stevenson a London e Salgari, e "Atlante dantesco. I luoghi di Dante e della Divina Commedia" (Rizzoli). Del gennaio 2023 è il romanzo d'inchiesta "Il segreto del Gran Maestro" (Chiarelettere) mentre di marzo è "Se il diavolo" (Polidoro editore), immaginaria biografia di Georges Simenon con tanto di patto col diavolo. Sempre del 2023 è "In viaggio con Manzoni. I luoghi della sua vita e dei Promessi sposi" (Rizzoli). A giugno 2023 ha preso il via il podcast in cinque puntate (realizzato da Piano P per conto del Narratore.com) intitolato "Chiedi chi era Gardini" e ispirato al romanzo "L'ultima notte di Raul Gardini" (Chiarelettere), uscito anche sul sito del "Corriere della Sera". Del giugno 2024 è il romanzo per ragazzi "La canzone che uccide" (Pelledoca editore). A gennaio 2025 ha pubblicato "101 luoghi proibiti nel mondo dove non è permesso entrare" (Newton Compton Editori). Nel giugno dello stesso anno è uscito Destra estrema e destra criminale. Violenza, terrorismo nero, neofascismo in Italia dal dopoguerra a oggi (Newton Compton).
Barbera è altresì autore di numerosi racconti apparsi su riviste e quotidiani (“Fernandel”, “Maltese Narrazioni”, “‘tina”, “Inchiostro”, “Ellin Selae”, “Achab”, “succedeoggi.it”, “linkiesta.it”, “globalist.it”, “pangeanews.it”, “il Giornale”) e in antologie (Giovani cosmetici, a cura di Giulia Belloni).  
Collabora alle pagine culturali del Sole24Ore.com e scrive di letteratura sulla rivista on-line “Pangea”. Suoi articoli sono apparsi su "La Lettura-Corriere della Sera", "Robinson-la Repubblica", "Domani", "il Giornale" e “Il Resto del Carlino”.

## Opere

### Romanzi
- Finis mundi (Gallucci editore, 2014)
- La truffa come una delle belle arti (Aliberti compagnia editoriale, 2016, finalista al Premio Neri Pozza, finalista al Premio Letterario Chianti, finalista al Premio Internazionale di Letteratura Città di Como)
- Magellano (Castelvecchi, 2018, vincitore del Premio Nazionale di Narrativa e Poesia Città di Fabriano, premio speciale come miglior romanzo storico al Premio Internazionale di letteratura Città di Como, Premio Scrittori con Gusto, Premio Marincovich, finalista al Premio Costa Smeralda, candidato al Premio Strega, Premio La cultura del mare, finalista Premio Acqui Storia)
- Marco Polo (Castelvecchi, 2019, Miglior romanzo di avventura al Premio Internazionale di letteratura Città di Como)
- La leggenda di Jesse James (Stampa Alternativa, 2019)
- Il viaggio dei viaggi (Solferino, 2020, Finalista al Premio Acqui Storia, Finalista al premio Città di Como)
- Mediterraneo (Solferino, 2021, Premio Emilio Salgàri)
- L'ultima notte di Raul Gardini (Chiarelettere, 2022)
- Magellano e il tesoro delle Molucche (Rizzoli, 2022, Best BUR 2024)
- Se il diavolo (Alessandro Polidoro Editore, 2023)
- Il segreto del Gran Maestro (Chiarelettere, 2023)
- La canzone che uccide (Pelledoca editore, 2024)

### Saggi e varia
- Il dittatore utopista (BE, 2011)

- Storia di Anna Frank (Rusconi Libri, 2014)
- Idee viventi. Il pensiero filosofico in Italia oggi (Mimesis, 2018)
- Atlante dantesco. I luoghi di Dante e della Divina Commedia (Rizzoli, 2022)
- In viaggio con Manzoni. I luoghi della sua vita e dei Promessi sposi (Rizzoli, 2023)
- Basta odio. La rivoluzione gentile (Compagnia Editoriale Aliberti, 2023)
- 101 luoghi proibiti nel mondo dove non è permesso entrare (Newton Compton Editori, 2025)
- Destra estrema e destra criminale (Newton Compton Editori, 2025)

### Racconti
- Zio Tibia (“Fernandel” n. 3/2002)
- Denti marci (“Il Maltese Narrazioni” n. 29, anno 2002)
- Viaggiare che bellezza (“‘tina”, 2002)
- Africa mia! (“Fernandel” n. 1/2003)
- Autoritratto con padre (“Fernandel”, n. 1/2004)
- L’orchestra di Edipo (“Fernandel” n. 1/2005)
- Non voglio del romanticismo (Giovani cosmetici, a cura di Giulia Belloni, Sartorio, 2008)
- Il terrore (“il Giornale”, 15 agosto 2015)
- Cani infernali (“succedeoggi.it”, 2015)
- Giustizia è fatta (“Achab” n. 5/2016)
- Nella Terra del Fuoco, tra Darwin e i cannibali (Linkiesta.it, 25 luglio 2018)
- Darwin, Edgar Allan Poe e il tesoro perduto delle Galàpagos (Linkiesta.it, 16 agosto 2018)
- Robinson Crusoe ("Il Giornale", 13 maggio 2020)
- Allunaggio (pangea.news, 22 maggio 2020)
- Il centro esatto dell'universo (pangea.news, 6 settembre 2020)
- Il Quinto Vangelo (pangea.news, 12 settembre 2020)
- Medina (pangea.news, 20 settembre 2020)
- Ulan Bator (pangea.news, 11 ottobre 2020)
- Tra le rovine di Xanadu (pangea.news, 22 novembre 2020)

## Premi e riconoscimenti
- 2015 - Finalista al Premio Neri Pozza
- 2016 - Finalista al Premio Internazionale di Letteratura Città di Como
- 2017 - Finalista al Premio Letterario Chianti
- 2018 - Premio speciale come miglior romanzo storico al Premio Internazionale di Letteratura Città di Como
- 2018 - Premio Nazionale di Narrativa e Poesia Città di Fabriano
- 2019 - Premio Scrittori con Gusto
- 2019 - Premio Marincovich
- 2019 - Finalista al Premio Costa Smeralda
- 2019 - Candidato al Premio Strega
- 2019 - Finalista Premio Acqui Storia
- 2019 - Premio La cultura del mare
- 2019 - Premio per il miglior romanzo di avventura al Premio Internazionale di letteratura Città di Como
- 2020 - Finalista Premio Acqui Storia
- 2020 - Finalista Premio Città di Como
- 2022 - Premio Emilio Salgari